# Bergschmiede

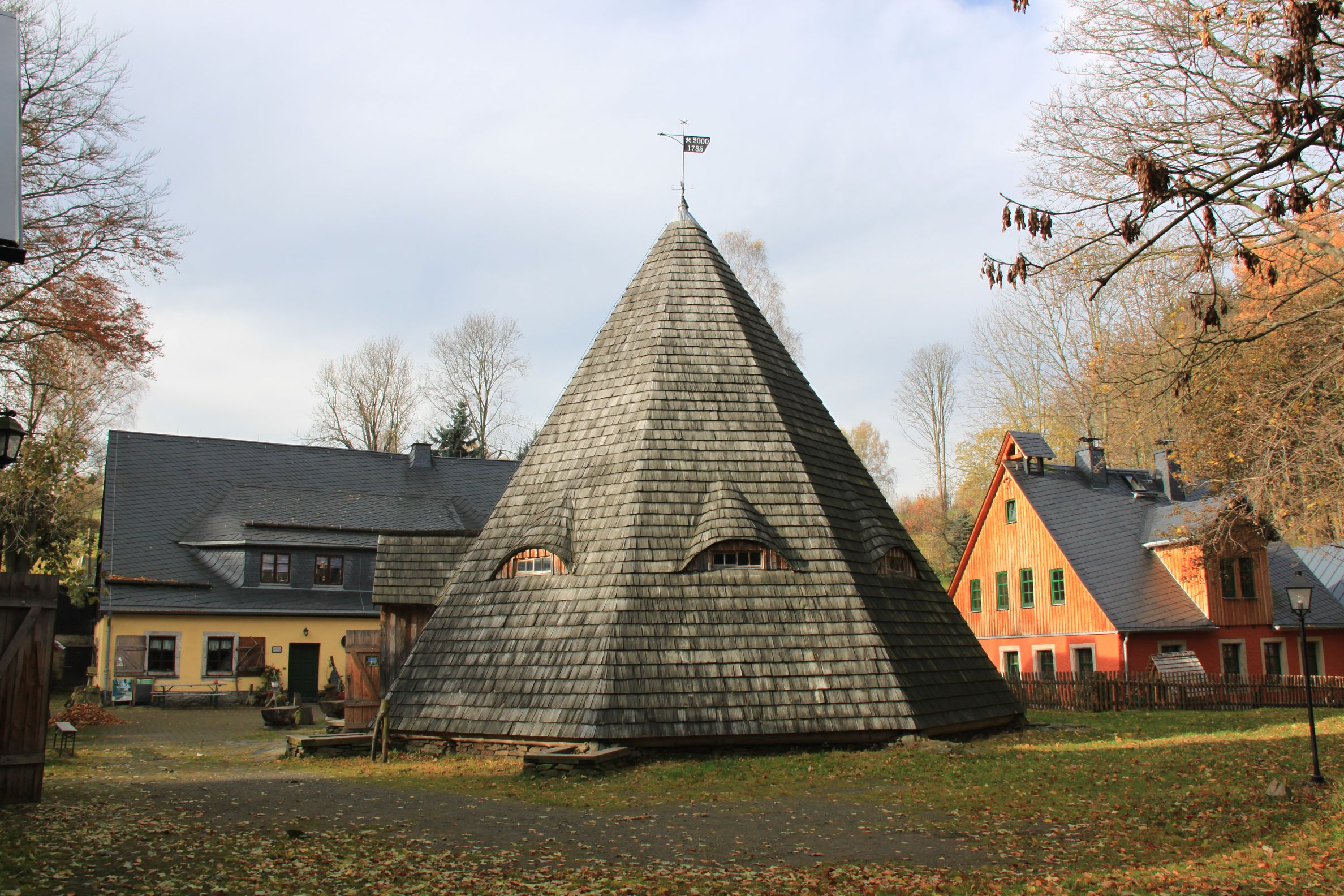
Bergschmiede der Fundgrube Markus Röhling

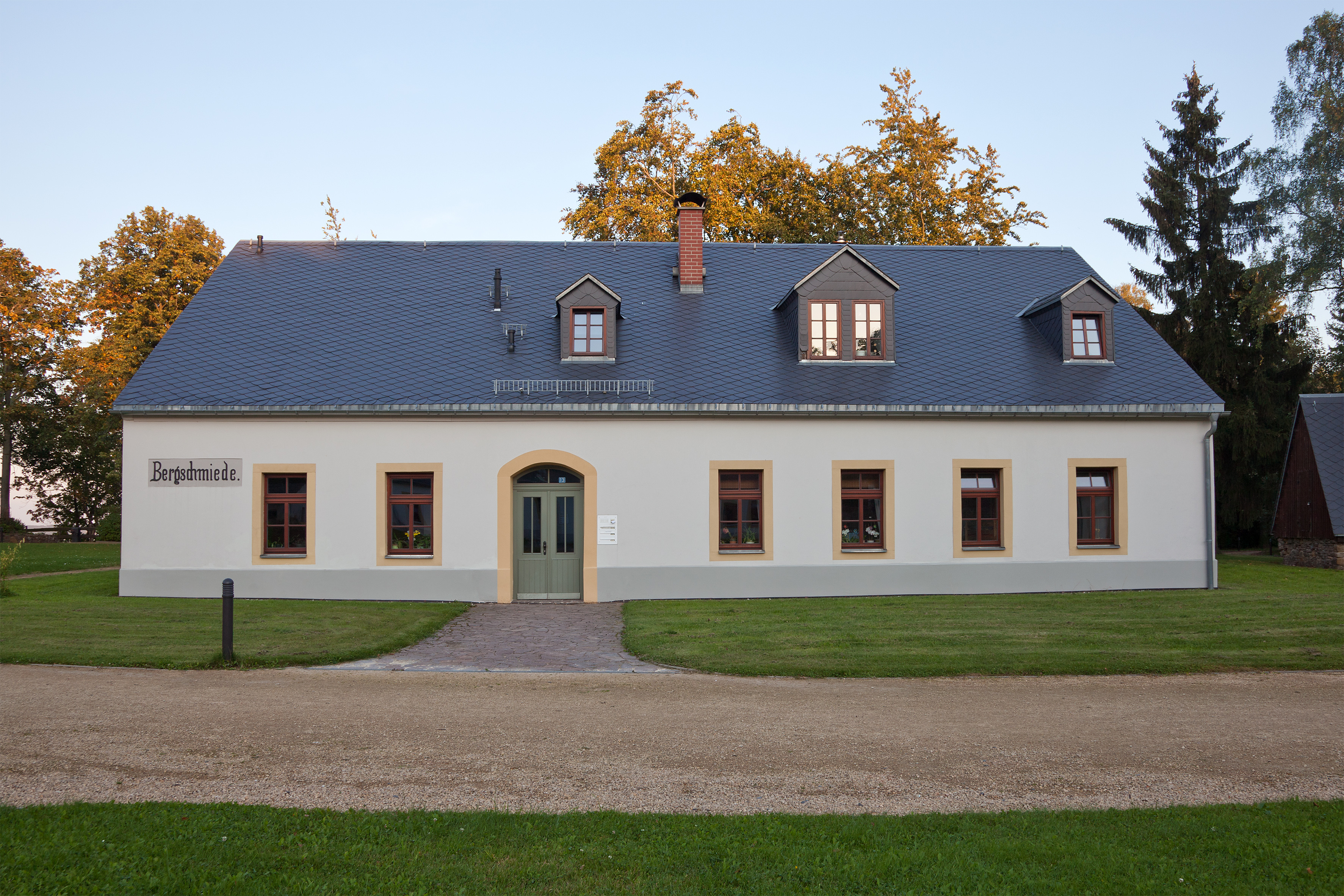
Bergschmiede der Alten Mordgrube

Eine Bergschmiede, auch Bergschmiedestatt genannt, ist ein Gebäude, in dem die im Bergbau anfallenden Schmiedearbeiten durchgeführt werden. Die Bergschmiede unterliegt dem Bergrecht. Der Grundbesitzer, auf dessen Grund und Boden die Bergschmiede errichtet ist, wird als Bergschmiedegrundherr bezeichnet.

## Grundlagen
Durch die bergmännischen Arbeiten wird das eingesetzte Gezähe abgenutzt und stumpf oder es wird beschädigt. Dann muss es wieder fachmännisch bearbeitet werden. Hierfür muss das Gezähe ausgeschmiedet, gehärtet und geschärft werden. Diese Arbeiten werden allesamt in der Bergschmiede von einem Bergschmied durchgeführt. Die Hauer bringen ihr abgenutztes Gezähe zur Bergschmiede und geben dieses zwecks Überarbeitung dort ab. Sie erhalten dafür eine Marke mit einer Nummer. Der Bergschmied liefert das reparierte Gezähe beim Hutmann des Bergwerks ab, dieser übergibt das jeweilige Gezähe gegen Rückgabe der Marke wieder an den jeweiligen Hauer. Neben dem Schmieden von Werkzeugen werden oftmals auch andere Schmiedearbeiten durchgeführt. So werden in der Bergschmiede auch Maschinenteile überarbeitet oder neu hergestellt.

## Aufbau
Die Bergschmiede musste aus feuerfesten Materialien erbaut werden. Sie konnte aus Steinen oder auch aus Fachwerk gebaut werden. Die Schmiede musste so errichtet werden, dass in ihr eine ausreichende Helligkeit vorhanden war, um die anfallenden Arbeiten zu erledigen. Die Schmiede war, je nach Betriebsgröße, mit einer oder zwei Essen ausgestattet. Es gab auch große Bergschmieden, die mit bis zu sechs Doppel-Essen ausgestattet waren. Im unteren Stockwerk musste eine Kammer vorhanden sein, in der das Eisen aufbewahrt werden konnte. Im oberen Stock hatte die Bergschmiede in der Regel eine Wohnung für den Bergschmied. Die Bergschmiede musste an einem Ort errichtet werden, an dem sie Dritten am wenigsten schaden konnte.

## Rechtliche Stellung
Die Bergschmiede unterstand dem Bergrecht. Das bedeutete, dass sie gemutet werden musste und anschließend nach erfolgter Prüfung verliehen wurde. Der Betreiber der Bergschmiede musste diese bauhaft erhalten. Wurde die Bergschmiede von ihrem Betreiber nicht bauhaft erhalten, so fiel sie ins Bergfreie. Die an die Bergschmiede angeschlossenen Bergwerksbetreiber eines Distriktes waren verpflichtet, sämtliche anfallenden Schmiedearbeiten gegen eine vom Bergamt festgesetzte Taxe bei der jeweiligen Bergschmiede fertigen zu lassen. In einigen Bergrevieren, z. B. im Freiberger Bergrevier, war es auch möglich, dass jede Gewerkschaft eine eigene Bergschmiede betrieb. Dieses war für die Bergwerksbetreiber aber erst dann von Nutzen, wenn ausreichend Schmiedearbeiten auf ihrem Bergwerk anfielen. Ein Bergwerksbetreiber konnte die Bauhaftigkeit der Bergschmiede absichern, auch wenn er sie noch nicht gebaut hatte. Hierfür musste er nach erfolgter Mutung an dem Platz, an dem die Schmiede erbaut werden sollte, mehrere Steine aufeinander häufen. Zusätzlich musste der Bergwerksbetreiber dem Bergamt schriftlich mitteilen, dass er Willens sei, die Bergschmiede an der Stelle, an der sich der Steinhaufen befindet, zu errichten. Sollte eine Bergschmiede auf fremden Grund und Boden errichtet werden, so war dies durch gerichtliche Anordnung möglich. Der Grundherr, auf dessen Grund und Boden eine Bergschmiede errichtet werden sollte, musste den Bau auf gerichtliche Anordnung erlauben. Er erhielt jedoch für diese Überlassung eine gerichtlich festgelegte Abfindung.